# Слишком молода, чтобы умереть?
«Слишком молода, чтобы умереть?» (англ. Too Young To Die?) — телевизионный фильм режиссёра Роберта Марковица. Возрастное ограничение — 18 лет.

## Сюжет
Четырнадцатилетняя Аманда Брэдли, оставленная матерью и вынужденная скитаться по улицам, в поисках лучшей жизни приезжает в городок Гаррисон Каунти, штат Миссисипи, США. Здесь она знакомится с Билли Кэнтоном, парнем сомнительного поведения. Он предлагает Аманде устроиться танцовщицей в ночной клуб. С этого момента девушка погружается в мир наркотиков, алкоголя, проституции. Военный сержант Майк, имеющий жену и двоих детей, пытается вернуть Аманду к нормальной жизни, что не мешает ему затащить её в постель. В армии неодобрительно смотрят на сожительство Майка с несовершеннолетней Амандой. Он бросает её, чем заставляет её очередной раз разочароваться в людях (отчим изнасиловал её, а мать ей не поверила; муж сбежал от Аманды через непродолжительный срок после свадьбы, оставив без денег и крыши над головой) . Билли подбивает Аманду на месть. В состоянии наркотического опьянения они врываются в дом к Майку. Билли выволакивает Майка и его жену на улицу. Аманда выговаривает Майку длинную отповедь и наносит несколько ударов ножом. Майк убит. Все улики указывают, что убийцей является четырнадцатилетняя Аманда. Присяжные, несмотря на все усилия адвоката и возраст обвиняемой, приговаривают малолетнюю преступницу к смертной казни. Заслуживает ли молодость смерти?
Фильм основан на реальных событиях. Прототип главной героини — Аттина Мари Каннадей.

## В ролях
| Актёр           | Роль               |
| --------------- | ------------------ |
| Джульетт Льюис  | Аманда Брэдли      |
| Брэд Питт       | Билли Кэнтон       |
| Майкл Такер     | Бадди Торнтон      |
| Майкл О’Киф     | Майк Медвики       |
| Алан Фьюдж      | Д. А. Марк Кэлхун  |
| Эмили Лонгстрет | Джин Глесснер      |
| Лори О`Брайэн   | Ванда Брэдли Следж |
| Том Эверетт     | судья Харпер       |

## Интересные факты
Слоган фильма: «They were young, in love and wanted for murder.»